# Fiscal tributário
Agente Fiscal Tributário . 
O fiscal de tributos municipal  exerce uma função importantíssima para a sociedade a qual exige responsabilidade, ética e compromisso em suas atividades, veja algumas delas:
• Fiscalizam o cumprimento da legislação tributária;
• Constituem o crédito tributário mediante lançamento;
• Controlam a arrecadação e promovem a cobrança de tributos;
• Analisam e tomam decisões sobre processos administrativos fiscais;
• Controlam a circulação de bens, mercadorias e serviços;
• Atendem e orientam contribuintes;
• Coordenam e dirigem órgãos da administração tributária.
Código Brasileiro de Ocupações
Fiscalizam o cumprimento da legislação tributária; constituem o crédito tributário mediante lançamento; controlam a arrecadação e promovem a cobrança de tributos, aplicando penalidades; analisam e tomam decisões sobre processos administrativo-fiscais;controlam a circulação de bens, mercadorias e serviços; atendem e orientam contribuintes e, ainda, planejam, coordenam e dirigem órgãos da administração tributária